# Multipath TCP
Multipath TCP (MPTCP) je v počítačových sítích nový standard pro Internetovou komunikaci (experimentální RFC 6824 z ledna 2013) vzešlý z práce IETF. Jeho cílem je umožnit v rámci TCP spojení efektivnější přepravu dat pomocí více nezávislých kanálů a také zajistit nezávislost navázaného TCP spojení na změnách koncových IP adres zařízení.

## Charakteristika
Multipath TCP je (zatím experimentální) rozšíření rodiny protokolů TCP/IP, které nijak nenarušuje stávající komunikaci probíhající na Internetu (tj. je zpětně kompatibilní). Jeho cílem je umožnit, aby data přenášená skrze TCP spojení mohla putovat více cestami (jak naznačuje jeho název) a tím byla lépe využita stávající síťová infrastruktura. Multipath TCP není nijak závislé na přenosové infrastruktuře, stačí aby ho podporovaly oba konce síťové komunikace (princip konec-konec). Multipath TCP využívá zapouzdření na transportní vrstvě, které umožňuje, aby byl zachován stav TCP spojení i při změně koncových IP adres komunikujících zařízení. Tato vlastnost například umožní, aby mobilní zařízení (smartphone, tablet) změnilo svoji IP adresu a přesto navázaná Multipath TCP spojení zůstala v činnosti a mohla pokračovat (například při přechodu zařízení do jiné Wi-Fi sítě nebo při přechodu mezi Wi-Fi providerem a 3G připojením k Internetu od mobilního operátora).

## Podpora
Aktuálně dostupné implementace:
- jádro Linuxu (referenční implementace), vytvořeno na Université Catholique de Louvain[2]
- FreeBSD (jen pro IPv4) vytvořené v Swinburne University of Technology[3]
- Citrix Netscaler[4]
- iOS7 od firmy Apple (vydán 18. září 2013) jako první široce dostupný systém[5]